# Buellia dialyta
Buellia dialyta är en lavart som först beskrevs av William Nylander och som fick sitt nu gällande namn av Edward Tuckerman 1872. 
Buellia dialyta ingår i släktet Buellia och familjen Caliciaceae. Inga underarter finns listade i Catalogue of Life.